# Composizione VI
Composizione VI è un dipinto a olio su tela (195×300 cm) realizzato nel 1913 dal pittore Vasilij Kandinskij. È conservato all'Ermitage di San Pietroburgo.

## Descrizione
La gigantesca Composizione VI è una delle opere più significative del periodo monacense, un dipinto che impegnò a lungo l'artista il quale l'8 marzo del 1913 scriveva all'amico Franz Marc: «Ho portato in me questo quadro per un anno e mezzo e spesso ho dovuto pensare che non lo avrei mai condotto a termine». La complicata genesi, testimoniata anche dai numerosi schizzi e progetti preliminari, è inoltre descritta in maniera dettagliata nell'articolo pubblicato nel 1913 sulla rivista Der Sturm. Punto di partenza dell'opera fu il quadro su vetro del Diluvio Universale di un anno precedente e oggi perduto. Ma se là ancora sopravvivevano elementi figurativi e narrativi, come animali, persone, piante, lampi e la pioggia, qui ogni ricordo di mimetismo si perde in forme frantumate, lunghe strisce, linee, forme scure e colori, rendendo il dipinto la prima opera astratta in senso stretto della serie delle Composizioni nella quale «il motivo originario del quadro si dissolve e si trasforma in un'essenza interiore puramente pittorica, autonoma e oggettiva». Dai due centri principali del dipinto - a sinistra un nucleo che Kandinskij definisce «dolce, rosaceo» e a destra un nucleo «grossolano, rosso-azzurro, dissonante» - ne scaturisce un terzo al centro che «determina il suono interiore dell'intero quadro», dove i colori rosa e bianco sembrano galleggiare sulla tela.